# Bitxevaia
Bitxevaia (en rus: Бичевая) és un poble del krai de Khabàrovsk, a Rússia, que el 2012 tenia 1.439 habitants. Pertany al districte rural de Lazó.